# Carlos Hernández Quero
Carlos Hernández Quero (Madrid, 28 de diciembre de 1990) es un político e historiador  español, diputado de Vox en el Congreso de los Diputados por la provincia de Málaga desde 2023.

## Biografía
Hernández Quero nació en Madrid. Tras licenciarse en Historia en la Universidad Complutense de Madrid (2013), se doctoró en esa universidad (2020) con su tesis El desborde de la ciudad liberal: cultura política y conflicto en los suburbios de Madrid (1880-1930), dirigida por Rubén Pallol Trigueros y Luis Enrique Otero Carvajal.
Ha trabajado como investigador en la Universidad Complutense de Madrid (2015-2020), especializándose en Historia Urbana y culturas políticas antimodernas. Posteriormente, fue archivero en un archivo histórico municipal (2020-2021) y consultor político en diversas entidades (2021-2023).
Ha colaborado en diversos medios de comunicación y trabajado en el Departamento de Comunicación y Análisis de la Fundación Disenso.
En el Congreso de los Diputados, es portavoz de la Comisión de Vivienda y Agenda Urbana y portavoz adjunto de la Comisión de Derechos Sociales y Consumo.